# Autostrada A1 (Holandia)
Autostrada A1 (nl. Rijksweg 1) – holenderska autostrada A1 łącząca Amsterdam (okolice węzła Watergraafsmeer) z granicą holendersko-niemiecką niedaleko miejscowości Oldenzaal  i Bad Bentheim  oraz niemiecką autostradą A30. A1 przebiega przez cztery holenderskie prowincje: Holandia Północna, Utrecht, Gelderland i Overijssel.

## Trasy europejskie
Przebieg autostrady A1 stanowi fragment tras europejskich E30 oraz E231.
| Trasa europejska | Odcinek                                                               |
| ---------------- | --------------------------------------------------------------------- |
| E30              | Knooppunt Hoevelaken – granica NL-D                                   |
| E231             | Knooppunt Watergraafsmeer – Knooppunt Hoevelaken (okolice Amersfoort) |